# Szejtli József
Szejtli József (Nagykanizsa, 1933. december 28. – 2004. november 26.) Széchenyi-díjas magyar vegyészmérnök, a ciklodextrin kutatás hazai megindítója.

## Életpályája
1952-ben vegyésztechnikusi képesítést kapott a budapesti Vegyipari Műszaki Középiskolában (ma BMSZC Petrik Lajos Két Tanítási Nyelvű Vegyipari, Környezetvédelmi és Informatikai Szakgimnáziuma), majd 1957-ben kitüntetéses vegyészmérnöki oklevelet a Budapesti Műszaki Egyetem Vegyészmérnöki Karán. Ezt követően a Mezőgazdasági Kémiai Technológia Tanszéken volt tanársegéd illetve adjunktus, 1961-ben „summa cum laude” doktorált. 1963-64-ben a Norvég Királyi Tudományos Tanács ösztöndíjával a Trondheimi Egyetem(en) (Tengeri Alga Kutató Intézet)] dolgozott. 1964-ben lett a kémiai tudományok kandidátusa, majd 1965-66-ban a berlini Tudományos Akadémia Központi Élelmezéstudományi Intézetében(de) dolgozott, Potsdam-Rehbrückében. 1967-70-ben a havannai egyetem professzora. 1971-88 között a budapesti Chinoin Gyógyszer és Vegyészeti Termékek Gyárában kutatási osztály- ill. főosztályvezető, majd 1989-től a Chinoin egyik pénzügyileg független leányvállalatának, a ciklodextrinekkel foglalkozó CYCLOLAB-nak az igazgatója. A Chinoin privatizációja során a leányvállalatot és a ciklodextrin-kutatást felszámolták, a munkanélkülivé vált kutatók és laboránsok 1991-ben megalapították a Cyclolab Kft.-t, melynek tevékenységi területe a ciklodextrinek ipari alkalmazási lehetőségeinek a kutatása, új technológiák, termékek, analitikai módszerek kidolgozása, teljes egészében kutatási szerződéses alapon.
Szejtli József 1990-től haláláig, 2004-ig volt a szerkesztője a Cyclodextrin News című havonta megjelenő angol nyelvű hírlevélnek, amelyet a CYCLOLAB ad ki és terjeszt. Szerkesztőbizottsági tagja volt a Journal of Inclusion Phenomenának, a nemzetközi ciklodextrin szimpóziumok, illetve a nemzetközi zárványkomplex szimpóziumok szervezőbizottságainak, valamint több akadémiai munkabizottságnak. Az 1981. évi első és az 1996. évi VIII. Nemzetközi Ciklodextrin Szimpóziumot Budapesten rendezte. 1984-ben a Journal of Inclusion Phenomena 18/3. kötete teljes egészében a Szejtli 60. születésnapjára dedikált munkákból állt.
Szerzője több, mint 400 tudományos közlemények, 7 könyvnek és kb. 80 szabadalomnak.

## Díjai, elismerései
- Akadémiai Díj (1986)
- Incheba aranyérem (1988)
- Moët-Hennessy díj (1991)
- Széchenyi-díj (2003)